# Apocephalus carcinus
Apocephalus carcinus är en tvåvingeart som beskrevs av Brown 2002. Apocephalus carcinus ingår i släktet Apocephalus och familjen puckelflugor. Inga underarter finns listade i Catalogue of Life.